# Giorgio Parodi
Giorgio Parodi (* 1897 in Venedig; † 18. August 1955) war der Mitbegründer der Motorradfirma Moto Guzzi in dem italienischen Städtchen Mandello del Lario am Comer See. Gemeinsam mit seinem Freund Carlo Guzzi bauten sie die Firma zu einem der größten Motorradhersteller der 1960er Jahre aus.
Das Gründungskapital steuerte der Vater von Giorgio, Emanuele Vittorio Parodi, ein reicher Genueser Reeder, bei.
| Personendaten    | Personendaten                             |
| ---------------- | ----------------------------------------- |
| NAME             | Parodi, Giorgio                           |
| KURZBESCHREIBUNG | Mitbegründer der Motorradfirma Moto Guzzi |
| GEBURTSDATUM     | 1897                                      |
| GEBURTSORT       | Venedig                                   |
| STERBEDATUM      | 18. August 1955                           |